# Мирлоджа
Мирлоджа (рум. Mârlogea) — село у повіті Прахова в Румунії. Входить до складу комуни Апостолаке.
Село розташоване на відстані 78 км на північ від Бухареста, 29 км на північний схід від Плоєшті, 140 км на захід від Галаца, 78 км на південний схід від Брашова.

## Населення
За даними перепису населення 2002 року у селі проживала 401 особа, з них 400 осіб (99,8%) румунів. Усі жителі села рідною мовою назвали румунську.